# Muscoli antagonisti
Il muscolo protagonista è quel muscolo che si oppone al movimento di cui è diretto responsabile il muscolo agonista. I muscoli agonista e antagonista sono i due tipi di muscolatura antigravitaria, che governa l'equilibrio e consente la corretta postura.
La muscolatura estensoria della gamba (es. quadricipite, che provoca la distensione dell'arto) ha come muscoli antagonisti i flessori (che invece consentono di ritrarlo e di piegarlo).
I muscoli antagonisti, grazie a particolari circuiti spinali riflessi, vengono eccitati e contratti quando gli agonisti sono inibiti, e viceversa, cosicché i due tipi di muscoli operano sempre in modo opposto. Una cattiva coordinazione di questi fenomeni, come si verifica in alcune patologie motorie, provoca movimenti a scatti degli arti e del tronco.